# Eubazus wilmattae
Eubazus wilmattae är en stekelart som först beskrevs av Charles Thomas Brues 1910.  Eubazus wilmattae ingår i släktet Eubazus och familjen bracksteklar. Inga underarter finns listade i Catalogue of Life.